# 고복족류 (신생복족류)
고복족류(高腹足類, Hypsogastropoda)는 2005년, 부쉐와 로크루와의 복족류 분류에 의하면, 신생복족류에 속하는 기생성 해양 복족류 분류군의 일종이다.

## 분류
- 총알고둥류 (Littorinimorpha)
- 비공식군 급익설류 (Ptenoglossa)
- 신복족류 (Neogastropoda)